# Balqasch

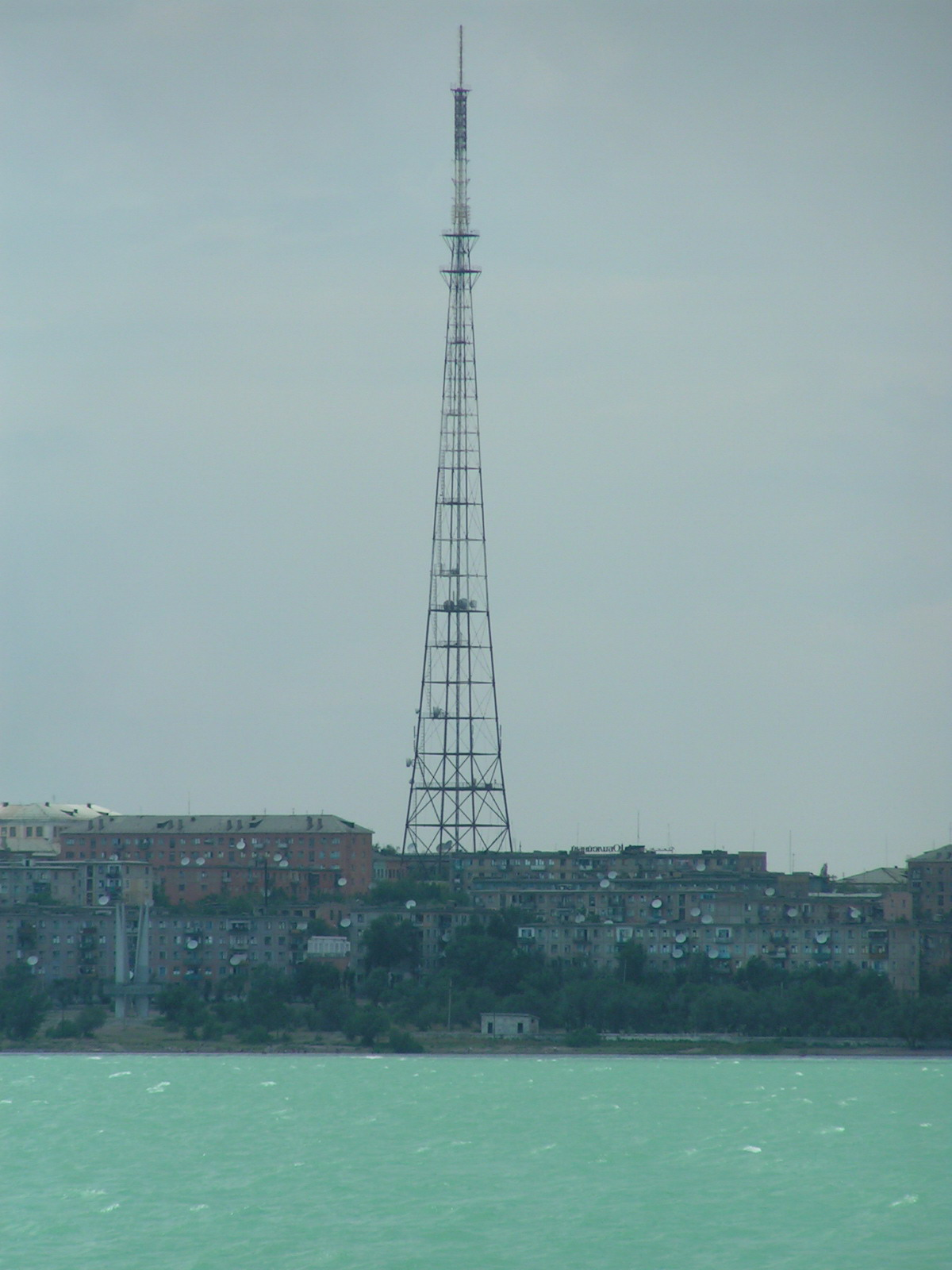
Blick auf die Stadt Balqasch, 2004

Balqasch (kasachisch Балқаш, russisch Балхаш Balchasch) ist eine Stadt mit 73.259 Einwohnern (Stand 1. Januar 2025) am Balchaschsee im Gebiet Qaraghandy in Kasachstan.

## Geografie

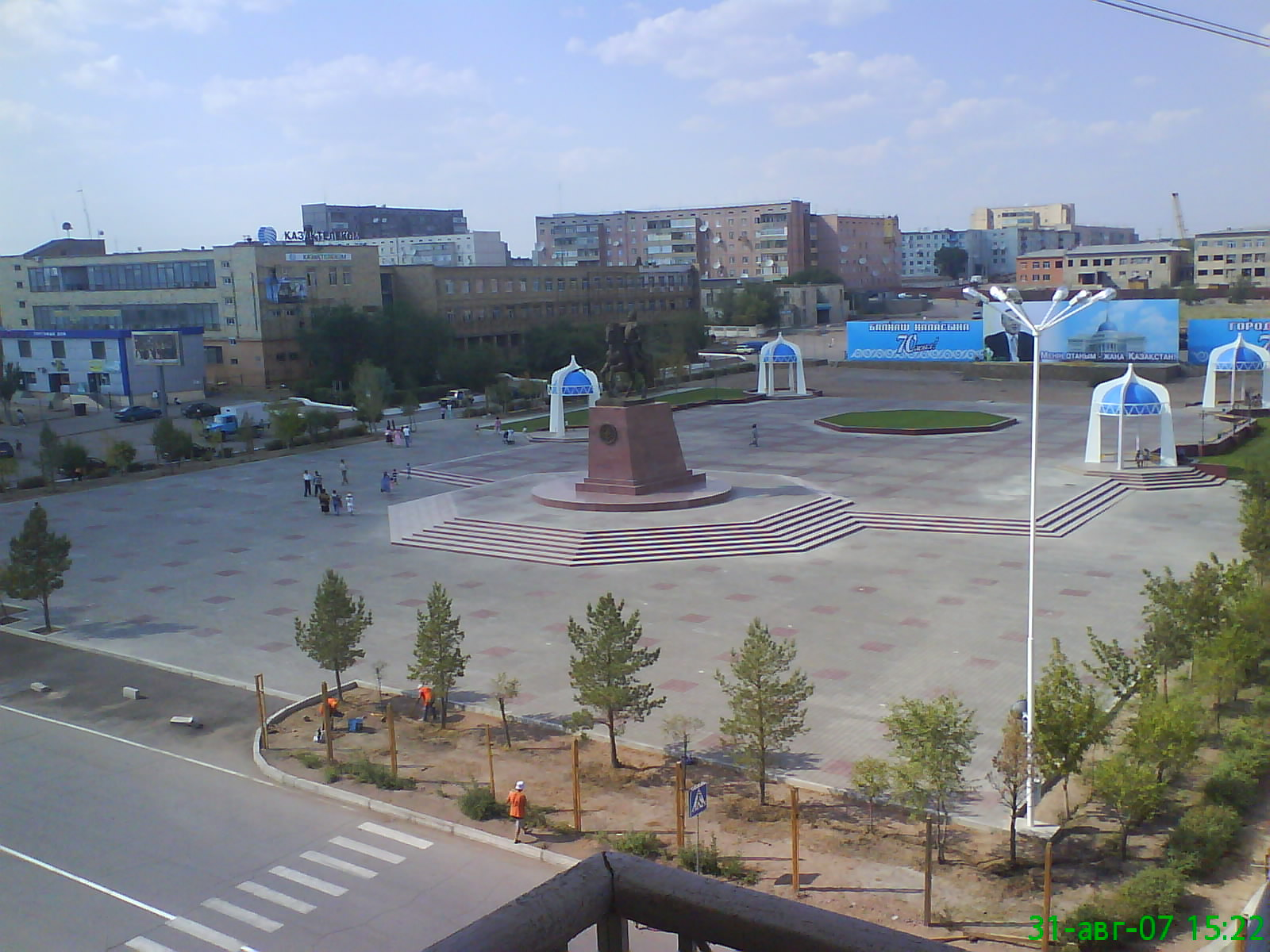
Stadtzentrum, 2007

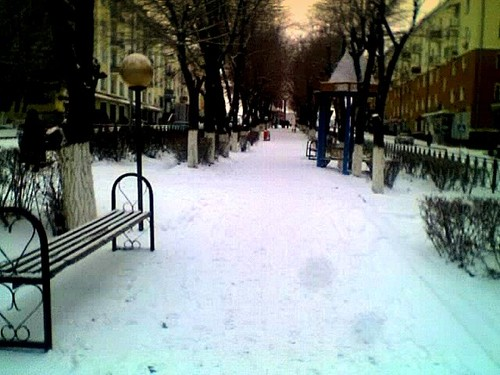
Winterliche Straße, 2008

Die Stadt liegt ca. 500 km westlich der chinesischen Grenze und ca. 300 km südlich von Qaraghandy am Nordufer des Balchaschsees auf einer Höhe von 440 m.
Zum Stadtgebiet gehören vier Siedlungen:
- Gulschat, 60 km im Südwesten
- Sajaq, 210 km im Osten
- Saryschaghan, 150 km im Südwesten
- Schaschubai, 1 km im Südwesten

## Bevölkerung
| Ethnie        | Anzahl |
| Kasachen      | 35.485 |
| Russen        | 29.846 |
| Ukrainer      | 2.223  |
| Deutsche      | 2.194  |
| Tataren       | 1.344  |
| Koreaner      | 1.320  |
| Weißrussen    | 396    |
| Tschetschenen | 194    |
| Sonstige      | 1.098  |

## Geschichte
Sie wurde 1937 als Industriestadt rund um das Metallurgische Kombinat von Balqasch gegründet. Das noch heute dort abgebaute Kupfer war maßgeblich für die Entstehung der Stadt verantwortlich.
Seit der Unabhängigkeit Kasachstans werden offizielle Namen kasachisch geschrieben, deshalb kommt es zu abweichenden Schreibweisen für die Stadt und beispielsweise den Balchaschsee.

## Umweltprobleme
Umweltprobleme bedrohen die Stadt und die umliegende Region. Der größte Arbeitgeber der Stadt, das metallurgische Kombinat vergräbt seine Abfälle 300 Meter vom See entfernt. Nach Angaben von Experten gelangen so jährlich 25.000 Tonnen Schwermetalle in den See.

## Verkehr

### Flughafen
Balchasch besitzt einen regionalen Flughafen, über den sie mit der Provinzhauptstadt Qaraghandy durch die Fluggesellschaft SCAT Airlines verbunden ist.

### Eisenbahn
Die Stadt liegt auf der Eisenbahnstrecke vom westlich gelegenen Mojynty nach Aqtogai im Osten und ist somit an das zentralkasachische Streckennetz sowie an die Turksib angeschlossen.

### Fernstraßen
Durch Balchasch verläuft die wichtige Nord-Süd-Route M36 – sie verbindet die Stadt mit dem 380 km entfernten Qaraghandy im Norden.

## Söhne und Töchter der Stadt
- Juri Lontschakow (* 1965), russischer Kosmonaut
- Wassili Schirow (* 1974), kasachischer Boxer

## Bilder

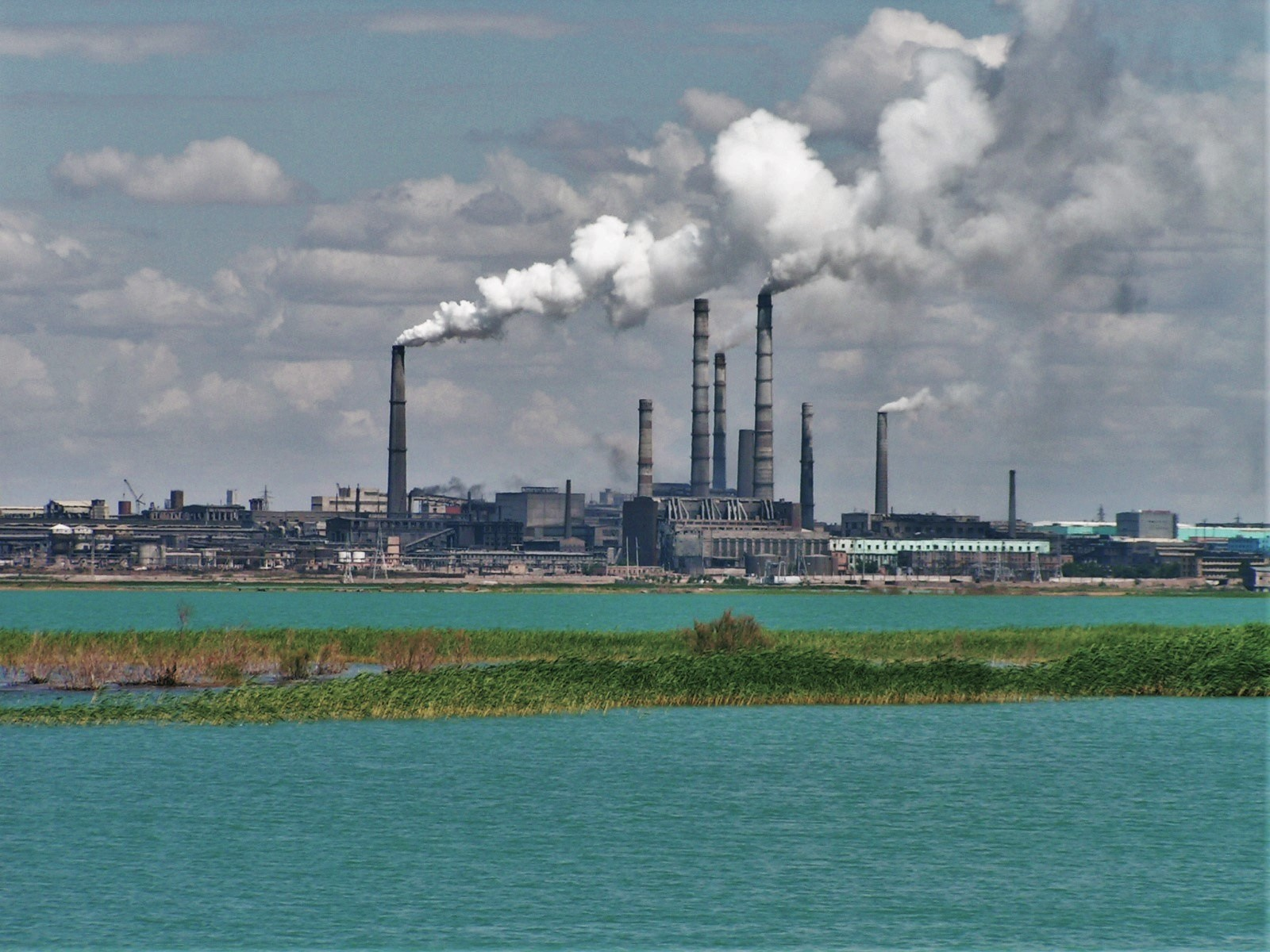
Die Fabrik PO „Balchaschzwetmet“, 2007
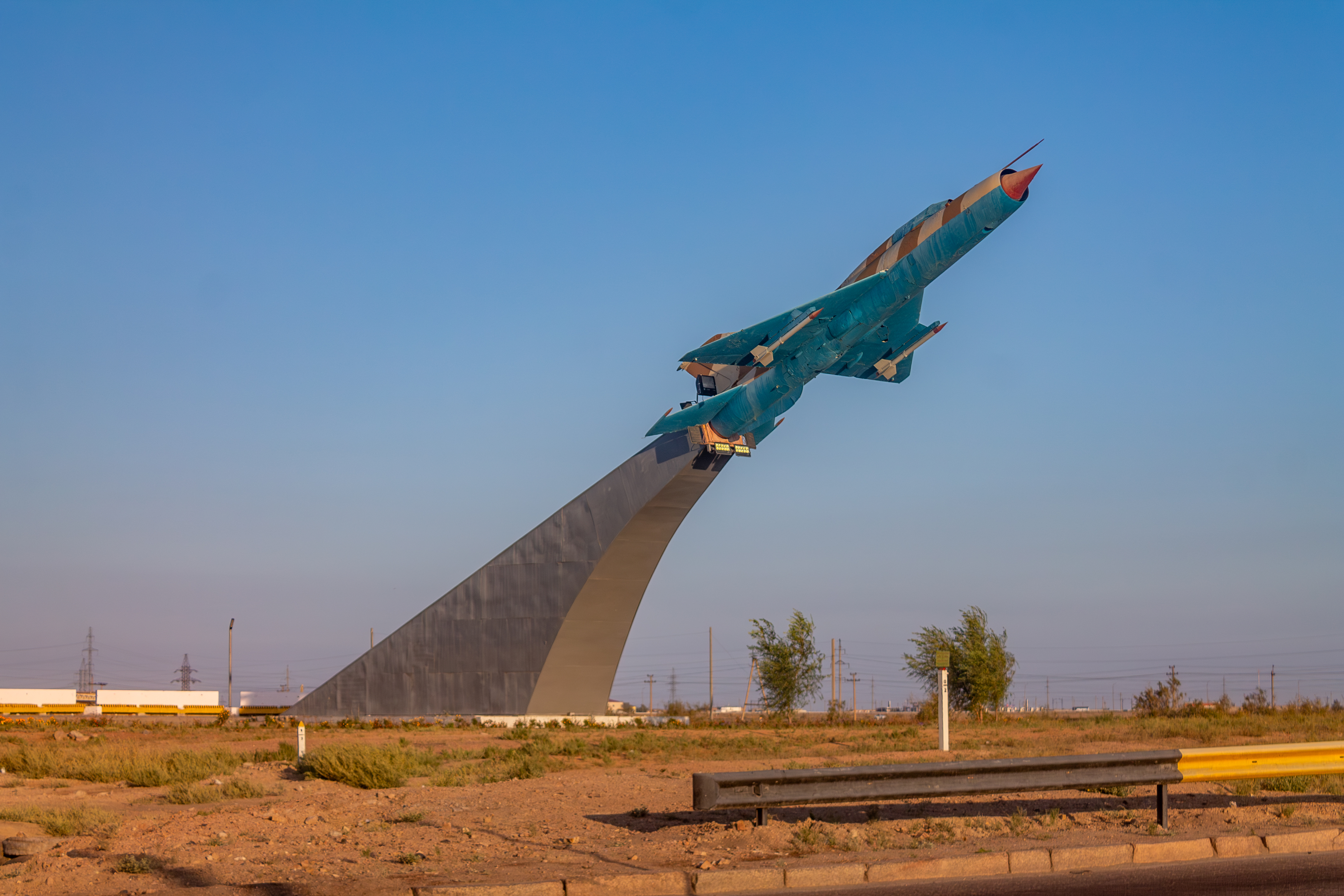
Denkmal mit MIG 21, 2024
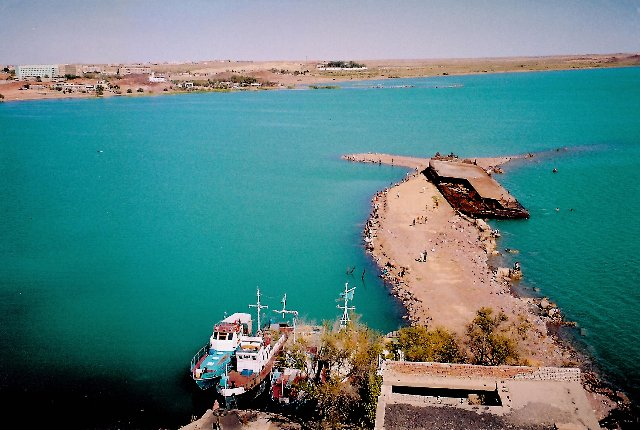
Pier am See, 2007
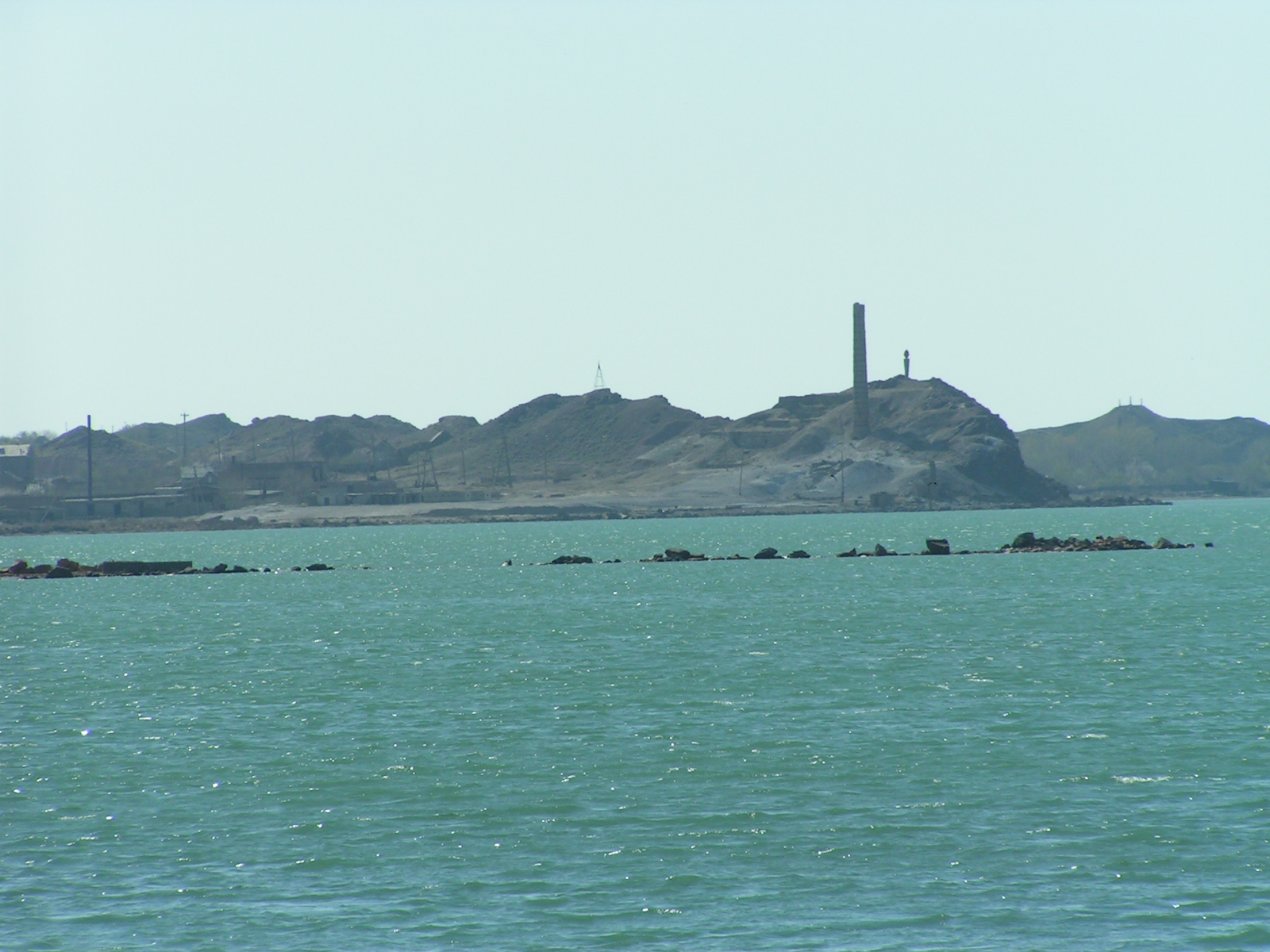
Alte Fabrik am See, 2007
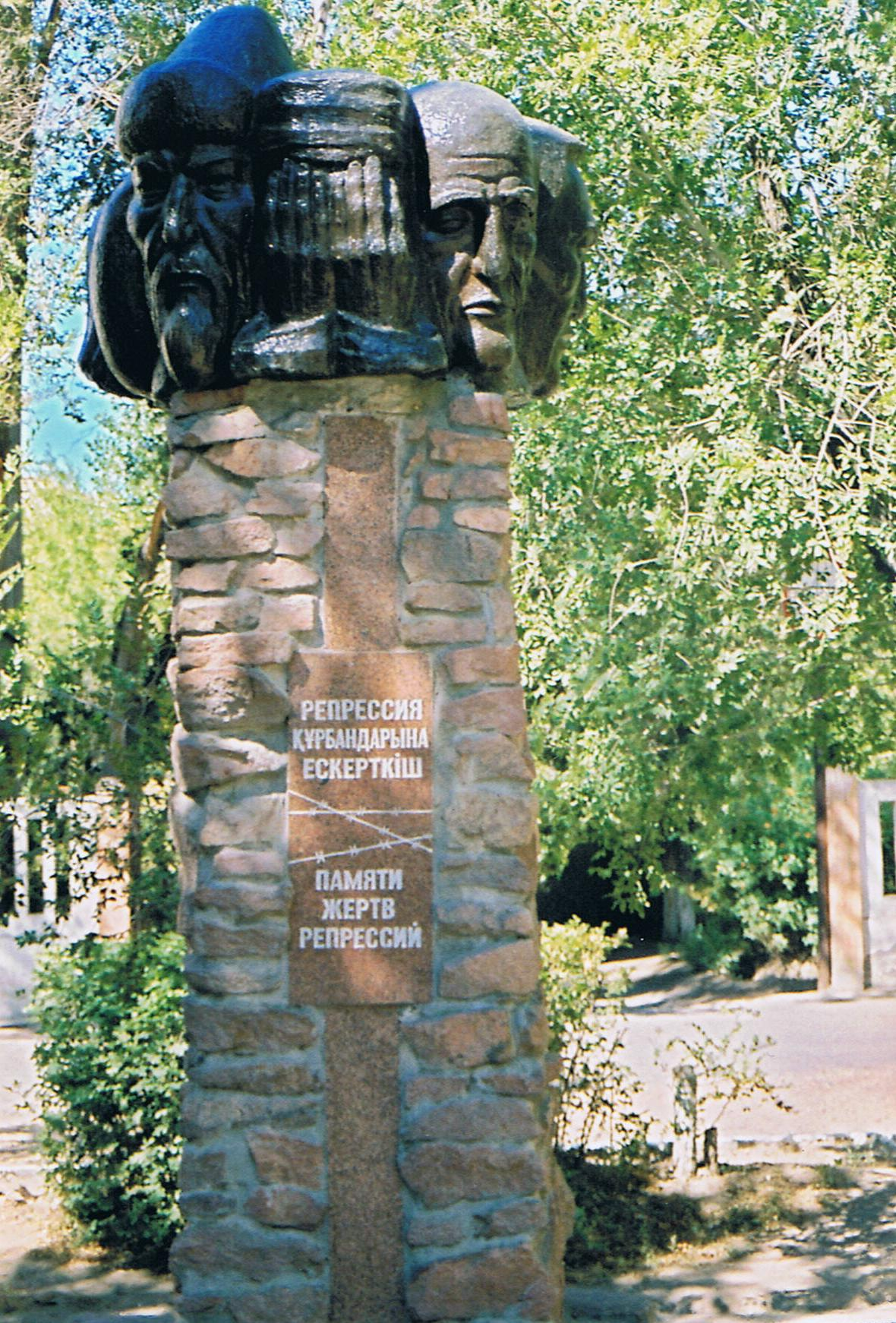
Denkmal für die Opfer der Unterdrückung, 2005